# Paris Masters 2018 - Qualificazioni singolare
Le qualificazioni del singolare del Paris Masters 2018 sono state un torneo di tennis preliminare per accedere alla fase finale della manifestazione. I vincitori dell'ultimo turno sono entrati di diritto nel tabellone principale. In caso di ritiro di uno o più giocatori aventi diritto a questi sono subentrati i lucky loser, ossia i giocatori che hanno perso nell'ultimo turno ma che avevano una classifica più alta rispetto agli altri partecipanti che avevano comunque perso nel turno finale.

## Teste di serie
1. Matthew Ebden (ultimo turno, lucky loser)
2. Nicolás Jarry (primo turno)
3. Andreas Seppi (primo turno)
4. Robin Haase (qualificato)
5. João Sousa (qualificato)
6. Dušan Lajović (primo turno)

1. Jan-Lennard Struff (primo turno)
2. Malek Jaziri (ultimo turno, lucky loser)
3. Sam Querrey (primo turno)
4. Benoît Paire (qualificato)
5. Peter Gojowczyk (qualificato)
6. Tennys Sandgren (ultimo turno)

## Qualificati
1. Feliciano López
2. Peter Gojowczyk
3. Nicolas Mahut

1. Robin Haase
2. João Sousa
3. Benoît Paire

### Lucky loser
1. Matthew Ebden

1. Malek Jaziri

## Tabellone

### Legenda
| - Q = Qualificato - WC = Wild card - LL = Lucky loser | - ALT = Alternate - SE = Special Exempt - PR = Protected Ranking | - w/o = Walkover - r = Ritirato - d = Squalificato |

### Sezione 1
|  | Primo turno | Primo turno        | Primo turno | Primo turno | Primo turno |  |  | Ultimo turno | Ultimo turno    | Ultimo turno    | Ultimo turno | Ultimo turno |  |
|  |             |                    |             |             |             |  |  |              |                 |                 |              |              |  |
|  | 1           | Matthew Ebden      | 6           | 3           | 6           |  |  |              |                 |                 |              |              |  |
|  |             | Guido Pella        | 3           | 6           | 1           |  |  | 1            | Matthew Ebden   | Matthew Ebden   | 64           | 4            |  |
|  |             | Feliciano López    | 6           | 62          | 7           |  |  |              | Feliciano López | Feliciano López | 7            | 6            |  |
|  | 7           | Jan-Lennard Struff | 3           | 7           | 65          |  |  |              |                 |                 |              |              |  |

### Sezione 2
|  | Primo turno | Primo turno          | Primo turno          | Primo turno | Primo turno |  |  | Ultimo turno | Ultimo turno         | Ultimo turno         | Ultimo turno | Ultimo turno |  |
|  |             |                      |                      |             |             |  |  |              |                      |                      |              |              |  |
|  | 2           | Nicolás Jarry        | Nicolás Jarry        | 62          | 4           |  |  |              |                      |                      |              |              |  |
|  |             | Albert Ramos Viñolas | Albert Ramos Viñolas | 7           | 6           |  |  |              | Albert Ramos Viñolas | Albert Ramos Viñolas | 3            | 4            |  |
|  |             | Aljaž Bedene         | 4                    | 6           | 2           |  |  | 11           | Peter Gojowczyk      | Peter Gojowczyk      | 6            | 6            |  |
|  | 11          | Peter Gojowczyk      | 6                    | 4           | 6           |  |  |              |                      |                      |              |              |  |

### Sezione 3
|  | Primo turno | Primo turno   | Primo turno | Primo turno | Primo turno |  |  | Ultimo turno | Ultimo turno  | Ultimo turno | Ultimo turno | Ultimo turno |  |
|  |             |               |             |             |             |  |  |              |               |              |              |              |  |
|  | 3           | Andreas Seppi | 4           | 7           | 3           |  |  |              |               |              |              |              |  |
|  |             | Denis Kudla   | 6           | 5           | 6           |  |  |              | Denis Kudla   | 7            | 65           | 0            |  |
|  | WC          | Nicolas Mahut | 3           | 7           | 7           |  |  | WC           | Nicolas Mahut | 62           | 7            | 6            |  |
|  | 9           | Sam Querrey   | 6           | 6(1)        | 63          |  |  |              |               |              |              |              |  |

### Sezione 4
|  | Primo turno | Primo turno        | Primo turno        | Primo turno | Primo turno |  |  | Ultimo turno | Ultimo turno | Ultimo turno | Ultimo turno | Ultimo turno |  |
|  |             |                    |                    |             |             |  |  |              |              |              |              |              |  |
|  | 4           | Robin Haase        | Robin Haase        | 6           | 6           |  |  |              |              |              |              |              |  |
|  | WC          | Corentin Moutet    | Corentin Moutet    | 2           | 1           |  |  | 4            | Robin Haase  | 2            | 7            | 7            |  |
|  | WC          | Constant Lestienne | Constant Lestienne | 4           | 64          |  |  | 8            | Malek Jaziri | 6            | 5            | 5            |  |
|  | 8           | Malek Jaziri       | Malek Jaziri       | 6           | 7           |  |  |              |              |              |              |              |  |

### Sezione 5
|  | Primo turno | Primo turno        | Primo turno | Primo turno | Primo turno |  |  | Ultimo turno | Ultimo turno    | Ultimo turno | Ultimo turno | Ultimo turno |  |
|  |             |                    |             |             |             |  |  |              |                 |              |              |              |  |
|  | 5           | João Sousa         | 62          | 6           | 6           |  |  |              |                 |              |              |              |  |
|  | WC          | Grégoire Barrère   | 7           | 0           | 2           |  |  | 5            | João Sousa      | 6(1)         | 6            | 6            |  |
|  |             | Mackenzie McDonald | 6           | 3           | 4           |  |  | 12           | Tennys Sandgren | 7            | 3            | 4            |  |
|  | 12          | Tennys Sandgren    | 4           | 6           | 6           |  |  |              |                 |              |              |              |  |

### Sezione 6
|  | Primo turno | Primo turno    | Primo turno  | Primo turno | Primo turno |  |  | Ultimo turno | Ultimo turno   | Ultimo turno   | Ultimo turno | Ultimo turno |  |
|  |             |                |              |             |             |  |  |              |                |                |              |              |  |
|  | 6           | Dušan Lajović  | 6            | 5           | 63          |  |  |              |                |                |              |              |  |
|  | Alt         | Vasek Pospisil | 4            | 7           | 7           |  |  | Alt          | Vasek Pospisil | Vasek Pospisil | 67           | r            |  |
|  |             | Tarō Daniel    | Tarō Daniel  | 3           | 3           |  |  | 10           | Benoît Paire   | Benoît Paire   | 7            |              |  |
|  | 10          | Benoît Paire   | Benoît Paire | 6           | 6           |  |  |              |                |                |              |              |  |